# باجاباج (هریس)
باجاباج یا «باجاباش» یکی از روستاهای استان آذربایجان شرقی است که در دهستان مواضع‌خان شمالی بخش خواجه شهرستان هریس واقع شده‌است. ریشسفیدان و برخی اهالی روستا اعتقاد دارند که ریشه اسم این روستا به این معنی است که سر خود را میدهند اما به راحتی باج نمیدهند. یعنی برای باج سر میدهند. باجا باش. باش در ترکی به معنی سر است. و یا اگر به صورت باجاباج تلفظ شود نیز به این معنی است که باج میدهند و میگیرند و به راحتی تسلیم نمیشوند.
این روستا در زلزلۀ ۲۱ مرداد ۱۳۹۱ به صورت صددرصد تخریب شد ولی روستای جدید باچندمترجابه جایی ساخته شد.
هم اکنون این روستا حدود ۹۰ خانوار و ۳۰۰ نفر جمعیت دارد. البته در طول صد سال گذشته شمار زیادی از ساکنان آن به دلیل فقر زیاد و نبود امکانات اولیه زندگی مجبور به مهاجرت به تبریز شده‌اند. عده اندکی نیز به تهران مهاجرت کرده‌اند.
غالب باجاباجی‌های شهر تبریز در محله خلیل‌آباد ساکنند. همچنین شماری نیز در ملازینال، احمدآباد، ارم و حیدرآباد مقیم شده‌اند. 
روستای باجاباج هم اکنون به مانند بیشتر آذربایجان با بحران بی آبی دست و پنجه نرم میکند و امکان زندگی در آن بسیار سخت شده است. ساکنان روستا، اغلب به دامداری و کشاورزی مشغولند اما به دلیل زمینهای کشاورزی و مراتع کوچک، محصولات و حیوانات آنان مازادی برایشان ندارد و به زحمت کفاف نیازهای خودشان را میدهند.
روستای باجاباج در همسایگی روستاهای چوبانلار، هیق(ای‌یه)، جیغا و چایکندی قرار دارد. 